# Modesta Bor
Modesta Bor (Juan Griego, Isla de Margarita, Venezuela, 15 de junio de 1926 - Mérida, 7 de abril de 1998) fue una destacada músico, compositora y arreglista coral venezolana.

## Biografía
En su pueblo natal de Juan Griego, Modesta Bor recibió en su infancia y adolescencia las nociones elementales de Teoría y Solfeo, con Luis Manuel Gutiérrez y de piano con Alicia Caraballo Reyes. En 1942, viaja a Caracas para continuar sus estudios en la Escuela Superior de Música "José Ángel Lamas", donde cursa teoría y solfeo con María de Lourdes Rotundo; piano, con Elena Soriano de Arrarte; historia de la música y estética con Juan Bautista Plaza; primer año de armonía y orquestación con Antonio Estévez; y segundo año de armonía, contrapunto, fuga y composición en la cátedra del maestro Vicente Emilio Sojo.
En 1951 presenta el examen de su décimo año de piano, sin embargo, ese mismo año, contrajo una grave enfermedad en ambas manos y piernas: poliradiculoneuritis o Síndrome de Guillain-Barré. Su dolencia no le permitió ofrecer el concierto de grado, ni desarrollar su prometedora carrera como intérprete musical. 
Paralelamente a sus estudios musicales, Modesta Bor dio inicio a una amplia actividad en los campos de la musicología y la docencia. Entre 1948 y 1951 trabajó en el Servicio de Investigaciones Folklóricas Nacionales, como Jefa del Departamento de Musicología. Posteriormente, ejerció la docencia musical en diferentes escuelas primarias y secundarias de la capital, llegando incluso a dirigir coros de Niños de las Escuelas Municipales de Caracas. En julio de 1959, con la Suite en tres movimientos para Orquesta de Cámara, obtiene de las manos de Vicente Emilio Sojo el título de Maestro Compositor.
Después de egresar de la Escuela de Música, se dedica por completo a la composición y en 1960 viaja a Moscú, con la idea de realizar estudios de Postgrado en el Conservatorio Chaikovski de Moscú. Después de escuchar una de sus obras en una audición privada, el afamado compositor Aram Jachaturián la acepta gustosamente en su cátedra de Composición. Ese mismo año 1960, Modesta Bor viajó a Copenhague, Dinamarca, donde asistió a un Congreso Internacional de Jóvenes Comunistas, representando al Partido Comunista de Venezuela (PCV), en el cual militó desde joven; se dice incluso que por tal motivo muchas veces quedó excluida de procesos y oportunidades profesionales o socio-económicas durante los períodos gubernamentales de 1958-1998.
Durante su estadía en Moscú, estudió polifonía con Sergei Skripov, literatura musical con Natalia Fiodorova, orquestación con Dmitri Rogal-Lwitsky, composición con el propio Jachaturián y lengua rusa con Nina Vlasova. Fue además la primera mujer venezolana en cursar estudios de música a nivel de postgrado en el exterior.Fuente no fiable
Fue posteriormente, al regresar de Moscú, cuando le otorgaron el título de Profesora Ejecutante de Piano, a instancias de la Profesora Elena Soriano de Arrarte. En 1962 da inicio a la composición de la premiada Obertura para orquesta. Entre 1963 y 1964 se traslada a Lecherías, Estado Anzoátegui, para asumir la dirección del Coro de Niños de la Universidad de Oriente. 
En 1964, nuevamente en Caracas, trabaja en el «Instituto Nacional de Folklore» y luego es nombrada directora del Coro de Niños de la Escuela de Música "Juan Manuel Olivares", cargo que desempeña durante 14 años. En 1966 funda y dirige el grupo vocal "Arpegio", conjunto de seis voces blancas con el cual divulgará las viejas melodías infantiles, la polifonía culta y la música popular y folklórica venezolana.
Entre 1971 y 1973 dirigió la Coral de la CANTV con la cual grabó dos discos de música coral venezolana e internacional. En 1973 se hace cargo de la Cátedra de Composición de la Escuela de Música "José Lorenzo Llamozas", cargo que desempeña hasta 1990, siendo maestra de innumerables compositores y directores corales venezolanos. Simultáneamente, entre 1974 y 1989 trabajó como jefa del Departamento de Música de la Dirección de Cultura de la Universidad Central de Venezuela, donde realizó una encomiable labor en pro de la formación musical de la población estudiantil venezolana. 
En 1982 fue invitada por la Unión de Escritores y Artistas de Cuba (UNEAC) para participar en el «Primer Festival Internacional de Música Contemporánea de la Habana» (1986), donde se interpretó el Concierto para piano y Orquesta. En 1990 se traslada a la ciudad de Mérida donde prosigue con tenacidad su labor creativa, la cual alterna con la docencia, ofreciendo a los estudiantes de la Escuela de Música de la Universidad de Los Andes un Taller de Dirección de Coros Infantiles; y en 1991 dicta un Taller de Armonía, con la finalidad de crear en el futuro una Cátedra Estable de Composición. 
Falleció en 1998 en el estado Mérida.

## Obras
La formación musical de Modesta Bor en Caracas como compositora se centró en la década de los 50. Para ese entonces ya había un fuerte movimiento musical nacionalista y vanguardista, no solo en Venezuela sino en América Latina (cf. Festivales Latinoamericanos de Música en Caracas de 1954 y 1957). Su posterior viaje de estudios a Moscú y su formación con Aram Jachaturián le ampliaron el espectro cultural y estilístico a esta compositora venezolana.
Las primeras obras de Modesta Bor están enmarcadas dentro del pensamiento de la Escuela Nacionalista venezolana. Ejemplos claros se observan en la Suite Criolla para piano, en la Suite para Orquesta de Cámara y en la Sonata para Viola y Piano. 
En etapas posteriores sus obras buscan un lenguaje propio, contemporáneo, acorde con las nuevas tendencias. A partir de la década de los sesenta, se trasluce la búsqueda de nuevas sonoridades en obras como el Segundo Ciclo de Romanzas para contralto y piano, la Sonata para violín y piano y sus obras corales El Pescador de Anclas y Regreso al Mar. 
En 1970 Bor escribe una de sus obras más importantes, el poema sinfónico titulado Genocidio, en el cual, se plantea una lucha antagónica entre un tema nacionalista y temas extraídos de los comerciales televisivos para la época. Dicha obra, por su contenido político, no obtuvo el premio de Composición de ese año; sin embargo, fue estrenada y posteriormente, grabada
En 1971 su obra "Genocidio" fue estrenada públicamente y grabada posteriormente, sin embargo, se dice que por su contenido político, de crítica social, no recibió el Premio Nacional de Música Sinfónica de 1971.
La década de los setenta marca el inicio de una búsqueda hacia la atonalidad. La Imitación Serial para Cuerdas (1974), el tríptico coral Manchas Sonoras (1975), los siete Sarcasmos para piano (1978-80), el Prisma Sonoro para cuatro voces mixtas (1980-81), el Concierto para piano y Orquesta (1982-83) y Acuarelas para orquesta de cuerdas (1986) son solo algunos ejemplos de sus obras atonales desligadas de la tendencia o línea nacionalista.
Por otra parte, es importante aclarar que la consideración de estas últimas composiciones como “atonales” es discutible. Ya que estas responden a las numerosas innovaciones que se experimentaron en la música con el cambio del siglo XIX al siglo XX. Este tratamiento analítico sobre la escritura musical tonal – modal en estas obras en cuestión, fueron desarrolladas por Rafael Saavedra:
"La armonía, en tanto que principio organizativo de la simultaneidad sonora, después del año 1900 fue dejando de tener la primacía que tuvo durante los siglos XVII al XIX, al ganar terreno otros elementos como la métrica, la rítmica o la tímbrica. En lo referente a esta primera, la emancipación de la disonancia representó uno de los procesos más importantes en la construcción de la coexistencia sonora. Según N. J. Schneider (1987: 187), después del 1900 las disonancias y consonancias dejaron de ser antagónicas para convertirse en una escala de tensiones de sonidos que oscilan entre los extremos posibles de la tensión y la distensión. 
Para C. Kohoutek (1976: 42), muchas de las transformaciones en la escritura armónica del siglo XX partieron del estilo melódico-armónico basado sobre el modo mayor y el modo menor, buscando nuevas formas expresivas en la evolución del pensamiento musical. Ante esta búsqueda – continua Kohoutek –, se abrieron diversos caminos, unos más moderados y otros más radicales, en un intento por crear cambios en las técnicas compositivas. La extensión del espectro tonal o modal se convirtió en una de las prácticas más difundidas en el florecimiento de las creaciones. Estas prácticas se caracterizaron por su marcada individualidad y diferenciación en cuanto al uso de las técnicas de escritura y sus resultados".